# Daldinia pyrenaica
Daldinia pyrenaica är en svampart som beskrevs av M. Stadler & Wollw. 2001. Daldinia pyrenaica ingår i släktet Daldinia och familjen kolkärnsvampar.   Inga underarter finns listade i Catalogue of Life.